# 別謝季河
別謝季河是俄羅斯和白俄羅斯的河流，河道全長261公里，流域面積約5,600平方公里，發源自斯摩棱斯克州南部，河水主要來自融雪，最終注入索日河。